# Suiciders
Suiciders — ограниченная серия комиксов, которую в 2015 году издавала компания Vertigo. В 2016 году вышло продолжение под названием Suiciders: Kings of HelL.A.

## Синопсис
Действие происходит в постапокалиптическом вымышленном городе Нью-Анджелесе.

### Выпуски
| № | Дата выхода     | Оценка на Comic Book Roundup    | Предполагаемый объём продаж (первый месяц) |
| - | --------------- | ------------------------------- | ------------------------------------------ |
| 1 | 25 февраля 2015 | 8,5 из 10 на основе 13 рецензий | 16 614, позиция в Северной Америке — 131   |
| 2 | 25 марта 2015   | 7 из 10 на основе 1 рецензии    | 9 623, позиция в Северной Америке — 194    |
| 3 | 22 апреля 2015  | н/д                             | 8 992, позиция в Северной Америке — 246    |
| 4 | 27 мая 2015     | н/д                             | 9 316, позиция в Северной Америке — 189    |
| 5 | 24 июня 2015    | н/д                             | 8 731, позиция в Северной Америке — 193    |
| 6 | 9 сентября 2015 | 4,5 из 10 на основе 1 рецензии  | 8 546, позиция в Северной Америке — 219    |

### Сборники
| Название                              | Тип              | Дата выхода    | Собранный материал                               | Кол-во страниц | ISBN                       | Предполагаемый объём продаж (первый месяц) |
| ------------------------------------- | ---------------- | -------------- | ------------------------------------------------ | -------------- | -------------------------- | ------------------------------------------ |
| Suiciders Vol. 1                      | Твёрдый переплёт | 4 ноября 2015  | Suiciders #1-6                                   | 144            | 978-1401248970, 1401248977 | 1 493, позиция в Северной Америке — 76     |
| The Complete Suiciders: The Big Shake | Мягкая обложка   | 23 ноября 2016 | Suiciders #1-6, Suiciders: Kings of HelL.A. #1-6 | 200            | 978-1401264956, 1401264956 | 751, позиция в Северной Америке — 173      |

## Отзывы
На сайте Comic Book Roundup серия имеет оценку 6,7 из 10 на основе 15 рецензий. Майк Логсдон из IGN дал первому выпуску 8,9 балла из 10; ему понравился стиль Бермеджо. Рецензент из Comic Vine вручил дебюту 5 звёзд из 5 и отметил «прекрасную рисовку и многообещающий сюжет». Ричард Зом из Comics Bulletin в целом был разочарован первым выпуском. Джордан Ричардс из AIPT посчитал, что дебют является «интересным началом». Журналист из Publishers Weekly слегка посетовал на то, что создатель быстро вывел из комикса женских персонажей.